# Chiesa di San Bartolomeo a Coiano
La chiesa di San Bartolomeo a Coiano sorge in piazza don Milton Nesi a Coiano, frazione nord del comune di Prato.

## Storia e descrizione
La chiesa attuale venne costruita nel 1904 su progetto di Ezio Cerpi; dell'antica chiesa (che era posta trasversalmente a quella odierna, con l'ingresso che si affacciava su via Bologna), trasformata in locali parrocchiali, resta il pulpito ligneo (1599) e alcuni dipinti, tra i quali un San Filippo dell'ambito del Gabbiani e un'ottocentesca Pentecoste di Tommaso Palloni; interessante è la Via Crucis (1993) in scagliola, opera del pratese Leonetto Tintori.

## La parrocchia
La parrocchia di Coiano comprende una comunità di quasi 6.000 persone.
La parrocchia ha costituito, nel gennaio 2008, l'associazione "Casa della Gioventù don Milton Nesi" che gestisce l'impianto sportivo di Coiano e il Teatro Vittoria.